# AS-203
AS-203 est une des missions du programme spatial Apollo. C'est un vol inhabité. Contrairement à ce que laisserait supposer son code de désignation, la mission AS-203 est la seconde mission du programme Apollo ; les missions AS-202 et AS-203 ayant été interverties pour des raisons techniques.

## Objectifs
Cette mission est le 2e tir d'une fusée Saturn IB. La configuration était similaire à la mission AS-201, exception faite du cône au sommet qui remplace le vaisseau Apollo.
L'objectif principal est d'évaluer dans les conditions d'un vol orbital les performances de la fusée Saturn IB, plus particulièrement de son deuxième étage, le S-IVB. Il est en effet prévu que cet étage devienne plus tard le troisième de la fusée géante Saturn V, qui doit envoyer les premiers hommes sur la Lune avant la fin de la décennie.
Il s'agit plus précisément d'évaluer le système d'aération de ses réservoirs d'hydrogène, d'étudier le comportement des fluides dans les réservoirs, une fois celui-ci placé sur orbite, et de tester les systèmes de refroidissement et de recirculation du moteur. Lors des vols lunaires, il est prévu que le S-IVB soit rallumé après que le train spatial ait été mis en orbite, afin d'envoyer celui-ci vers la Lune. Le plan de vol prévoit donc une deuxième mise à feu du moteur du S-IVB pour simuler l'injection translunaire.
Télémétrie et caméras 16 mm sont utilisées (éjectées durant le vol et récupérées ensuite) pour fournir des informations sur la performance de la fusée. En plus, deux caméras de télévision sont montées sur la cloison avant du réservoir d’hydrogène pour vérifier le comportement du combustible (voir les images).

## Déroulement
Le 5 juillet 1966, la fusée est positionnée sur le pas de tir 37B du Cap Kennedy. Mais le vol est retardé de près de deux heures à cause, entre autres, d’une perte de signal d’une des caméras de télévision (qui ne sera finalement pas réparée). Le lancement se déroule cependant dans de bonnes conditions et, comme le prévoit le plan de vol, le S-IVB et la case à équipements sont injectés sur une orbite circulaire de 163 km.
Le bon fonctionnement des systèmes est démontré dès la première orbite. Le moteur du S-IVB est rallumé à plusieurs reprises et se comporte presque conformément à ce que l'on attend de lui, bien qu’une vanne tombe en panne après l’un des allumages.
Plusieurs expériences sont prévues, parmi celles-ci figure une expérience en côte libre pour observer et contrôler l'accélération négative du carburant causée par la faible traînée aérodynamique du véhicule ; un essai de dépressurisation rapide du réservoir et un essai de pressurisation du réservoir fermé. 
L'expérience du réservoir fermé consiste à pressuriser le réservoir d'hydrogène en fermant ses évents, tout en dépressurisant le réservoir d'oxygène en le laissant se dépressuriser. On s'attend à ce que la différence de pression entre les deux réservoirs (mesurée jusqu'à 272 kPa) provoque l'effondrement de la cloison commune les séparant, comme cela s'est produit lors d'un essai au sol ; mais la rupture s'est produite au début de la 5e orbite, pendant la perte de signal de deux minutes entre le Centre spatial et la station de suivi de Trinidad. L'image radar de Trinidad indique alors que le véhicule est en plusieurs morceaux, les données télémétriques n'ont jamais été récupérées.
Malgré la destruction de l'étage, la mission est considérée comme un succès, ayant atteint tous ses objectifs principaux et validé le concept de la version redémarrable du S-IVB-500. En septembre, la Douglas Aircraft Company, qui a construit le S-IVB, déclare que le modèle est prêt à être utilisé sur Saturn V pour envoyer des hommes sur la Lune.

## Planification de la mission
- 06/04/66 - S-IVB: montage au KSC
- 12/04/66 - Étage S-1: montage au KSC
- 12/04/66 - Étage S-1B: montage au KSC
- 14/04/66 - S-IU: montage au KSC
- 21/04/66 - Fusée sur le pas de tir
- 01/07/66 - Test du compte à rebours
- 05/07/66 - Lancement

## Source
NASA Apollo program summary report 1975 p. 2-19.